# Regne de Baspracània
Baspracània (armeni: Վասպուրական, Vaspurakaní tagavorutíun; grec medieval: Βασιλεία της Βαασπρακανίας, Vassilia tis Vasprakanias) fou la primera província i la més important del Regne d'Armènia. a l'edat mitjana esdevingué un regne independent centrat al llac Van. La regió, que avui en dia es reparteix entre l'est de Turquia i el nord-oest de l'Iran, es considera el bressol de la civilització armènia. El 1021, el rei de Baspracània, Senaquirim-Joan Arzeruni, veient-se incapaç de mantenir a ratlla els seus veïns musulmans, cedí el seu regne a l'emperador romà d'Orient Basili II a canvi d'extenses terres i el càrrec de governador del tema de Sebaste. En un primer moment, Basili II deixà la nova província en mans de Basili Argir, però ben aviat l'hagué de substituir per la seva incompetència. El protoespatari Nicèfor Comnè fou elegit per succeir a Basili Argir com a governador (estrateg o catepà) i ràpidament imposà l'autoritat romana d'Orient al territori.

## Prínceps i reis
- Hamazaspes II, circa 800 - 836. Casat amb una filla d'Asoci el Carnívor dels Bagratuní.
- Asoci I Abulabus Arzeruni, príncep 836-852 (fill)
- Gurguèn I Arzeruni, príncep 852-853 (germà)
- Abu Djafar Arzeruni, príncep 853-854 (probablement germà)
- Gurguèn II Arzeruni de Mardastan 854-857 (parent llunyà)
- Gregori Derenik Arzeruni, príncep 857-868 Es va casar amb Sofia, filla d'Asoci I Bagratuní el Gran, gran príncep d'Armènia.(fill d'Asoci I)
- Asoci I Abulabus Arzeruni, príncep 868-874 (segona vegada) (pare)
- Gregori Arzeruni, príncep 874-887 (segona vegada) (fill)
- Sargis Asoci, príncep 887-897 (fill)
- Gagik Abu Morvan Arzeruni, regent 887-897, príncep 897-898 (sogre)
- Sargis Achot, príncep 898-900 (segona vegada)
- Emir Afixin al-Sadj 900
- Safi, governador (resident a Van) 900-901
- L'eunuc, governador (resident a Ostan) 900-901
- Sargis Asoci 901-904
- Khatixik Gagik III (senyor de Reixtunik 887-897), príncep de Baspracània 904-908 (al nord-oest), rei 908-943 (germà de Sargis)
- Gurguèn III Arzeruni (senyor de Parskahaiq 887-897), príncep 904-925 (al sud-est) (germà)
- Derenik Asoci III rei 943-953 (fill)
- Abuixal Hamazasp III 953-972 (germà)
- Asoci Isaac 972-983 (fill)
- Gurguèn Khatxik 983-1003 (senyor d'Andzevatsik 972-983) (germà)
- Seneqerim Ioan 1003-22 (senyor de Reixtunik 972-1003) (germà), després governant de Sebaste 1022-1026
- David (fill) 1026-1065
- Atom (fill) 1065-1083
- Abusahl (germà) associat 1065-1083
- Ocupació seljúcida 1083